# خانه محمود دهقان
خانه محمود دهقان مربوط به دوره قاجار است و در شیراز، محله گود عربان، کوچه ۳۹ روبروی مسجد شیخ علیخان واقع شده و این اثر در تاریخ ۸ مرداد ۱۳۸۱ با شمارهٔ ثبت ۶۰۷۱ به‌عنوان یکی از آثار ملی ایران به ثبت رسیده است.